# Pabellón Deportivo Tekkeköy Yaşar Doğu
El Pabellón Deportivo Tekkeköy Yaşar Doğu (en turco: Tekkeköy Yaşar Doğu Spor Salonu) es una arena deportiva multiusos (baloncesto, boxeo, judo, etc) situada en el barrio Tekkeköy de Samsun, en Turquía. Nombrada en honor del famoso luchador turco Yaşar Doğu (1913-1961), el pabellón deportivo fue inaugurado a finales de marzo de 2013. Se utilizaron 13 estructuras de acero en el techo con una longitud de 83 metros y un peso de 65 toneladas. La construcción se inició en julio de 2011 y costó 35 millones (aproximadamente $ 19.5 millones de dólares), de los cuales el 80% fueron financiados por el directorio general de la Juventud y los Deportes en Ankara y el 20% restante por la municipalidad de Samsun.